# Дорнштеттен
Дорнштеттен (нім. Dornstetten) — місто в Німеччині, знаходиться в землі Баден-Вюртемберг. Підпорядковується адміністративному округу Карлсруе. Входить до складу району Фройденштадт.
Площа — 24,21 км2. Населення становить 8095 ос. (станом на 31 грудня 2020).